# 激勵

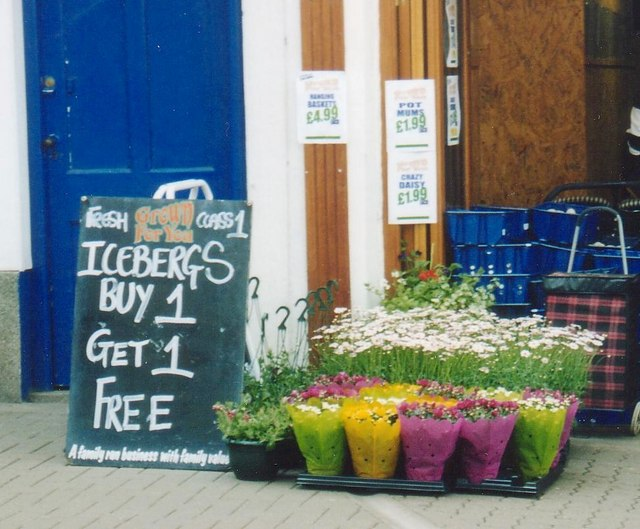
花店提出“买一送一”的優惠以鼓励顧客购买花卉

激励（Incentive）是指一件可以驱使一个人做某件事或以某种方式行事的东西。有两种激励会影响人們的决策，分別是内在激励和外在激励。内在激励是指那些可以驅使一个人出于自身利益或欲望做某件事的激励，並且内在激励没有任何外部的压力或承诺的奖励，例如自己要学习一门新语言以便能够与外国人交谈或者自己想学习绘画享受藝術，這當中沒有任何外部因素干涉。外在激励則是由外部的奖励所驱动做某事，例如員工為能順利獲得公司允諾的獎金而努力实现公司的目标，或為避免受到纪律处分、批评、扣发工资、開除、拒絕續簽勞動合同等惩罚而努力工作和按時上班。 許多公司看重外在激勵，也會相應管理员工激励機制，如薪酬管理和绩效评估。 